# Dalea foliolosa
Dalea foliolosa är en ärtväxtart som först beskrevs av William Aiton, och fick sitt nu gällande namn av Rupert Charles Barneby. Dalea foliolosa ingår i släktet Dalea, och familjen ärtväxter.

## Underarter
Arten delas in i följande underarter:
- D. f. citrina
- D. f. foliolosa